# 长瓣耳草
长瓣耳草（学名：Hedyotis longipetala），为茜草科耳草属下的一个植物种。